# Fora (oplysningsforbund)
 For alternative betydninger, se Fora (flertydig). (Se også artikler, som begynder med Fora)
Fora (tidl. NETOP - Netværk for Oplysning) er et dansk oplysningsforbund med ca. 150 lokale medlemsforeninger, der laver folkeoplysende aktiviteter.
Fora blev dannet i 2004 som en fusion mellem Frit Oplysningsforbund (FO) og Dansk Husflidsselskabs folkeoplysende aktiviteter. Det vil sige, at FO efter fusionen ophørte med at eksistere som et selvstændigt landsdækkende oplysningsforbund.

## Værdigrundlag
Fora er ikke partipolitisk afhængig og er et oplysningsforbund kendetegnet ved at have en del medlemmer med speciale i undervisning i kreative håndværk. Fora vægter fællesskab højt, og ser det som et af folkeoplysningens væsentligste opgaver, at være med til at skabe nærhed og fællesskab i samfundet. Fora ønsker at skabe rum til læring og kreativitet i fællesskab.